# بترا بورن
بترا بورن (بالألمانية: Petra Born)‏ (و. 1965  م) هي متزلجة فنية، وراقصة على الجليد ألمانية، ولدت في تسفايبروكن، شاركت في التزلج الفني في الألعاب الأولمبية الشتوية 1984 - الرقص على الجليد ‏.

## روابط خارجية
- بترا بورن على موقع أوليمبيديا (الإنجليزية)